# Воліня
Воліня (пол. Wolinia, нім. Wollin) — село в Польщі, у гміні Ґлувчиці Слупського повіту Поморського воєводства.
Населення — 359 осіб (2011).
У 1975-1998 роках село належало до Слупського воєводства.

## Демографія
Демографічна структура станом на 31 березня 2011 року:
|          | Загалом | Допрацездатний вік | Працездатний вік | Постпрацездатний вік |
| -------- | ------- | ------------------ | ---------------- | -------------------- |
| Чоловіки | 186     | 53                 | 119              | 14                   |
| Жінки    | 173     | 37                 | 111              | 25                   |
| Разом    | 359     | 90                 | 230              | 39                   |